# Elixir d'Anvers (likeur)

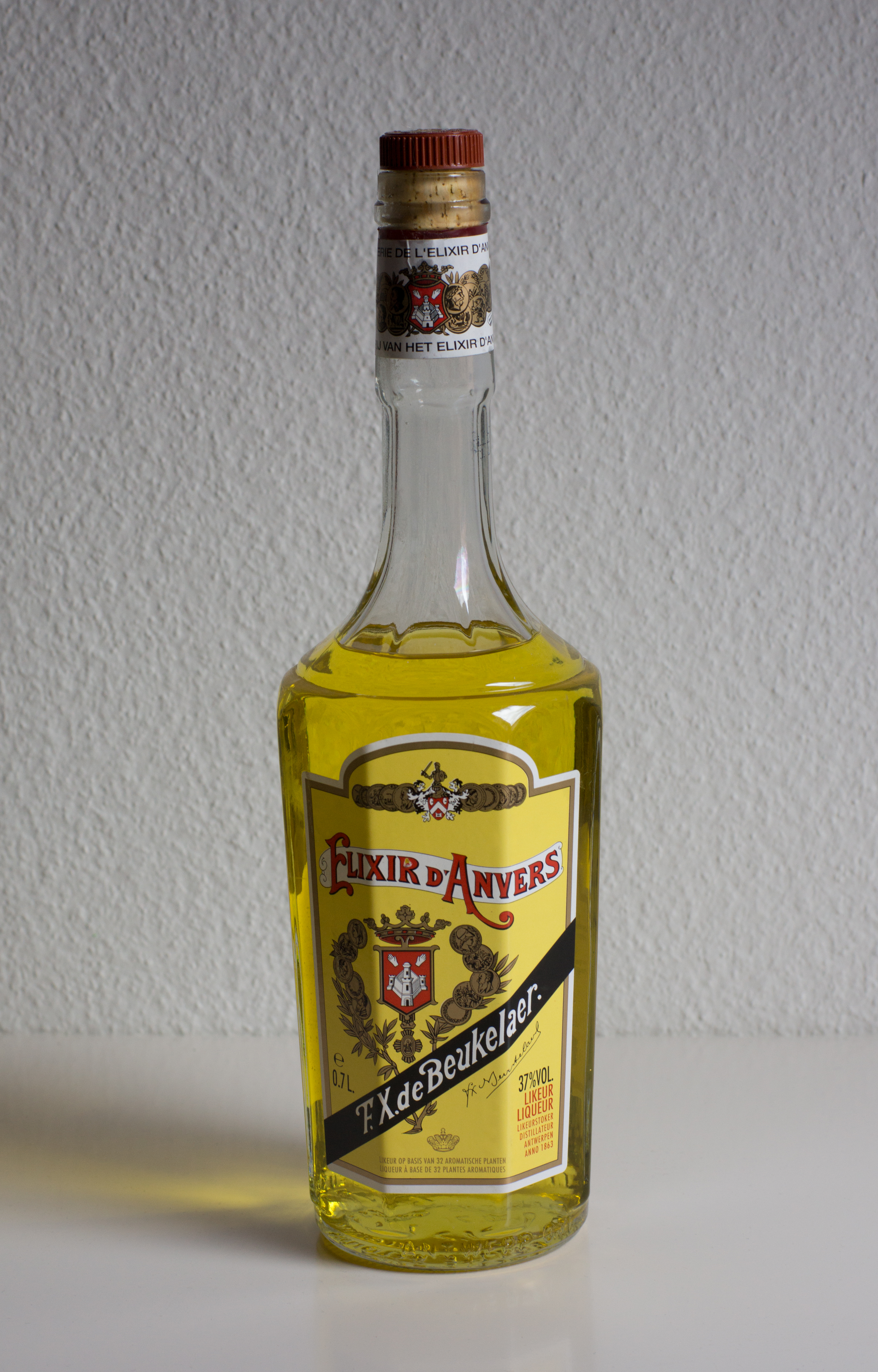
Elixir d'Anvers

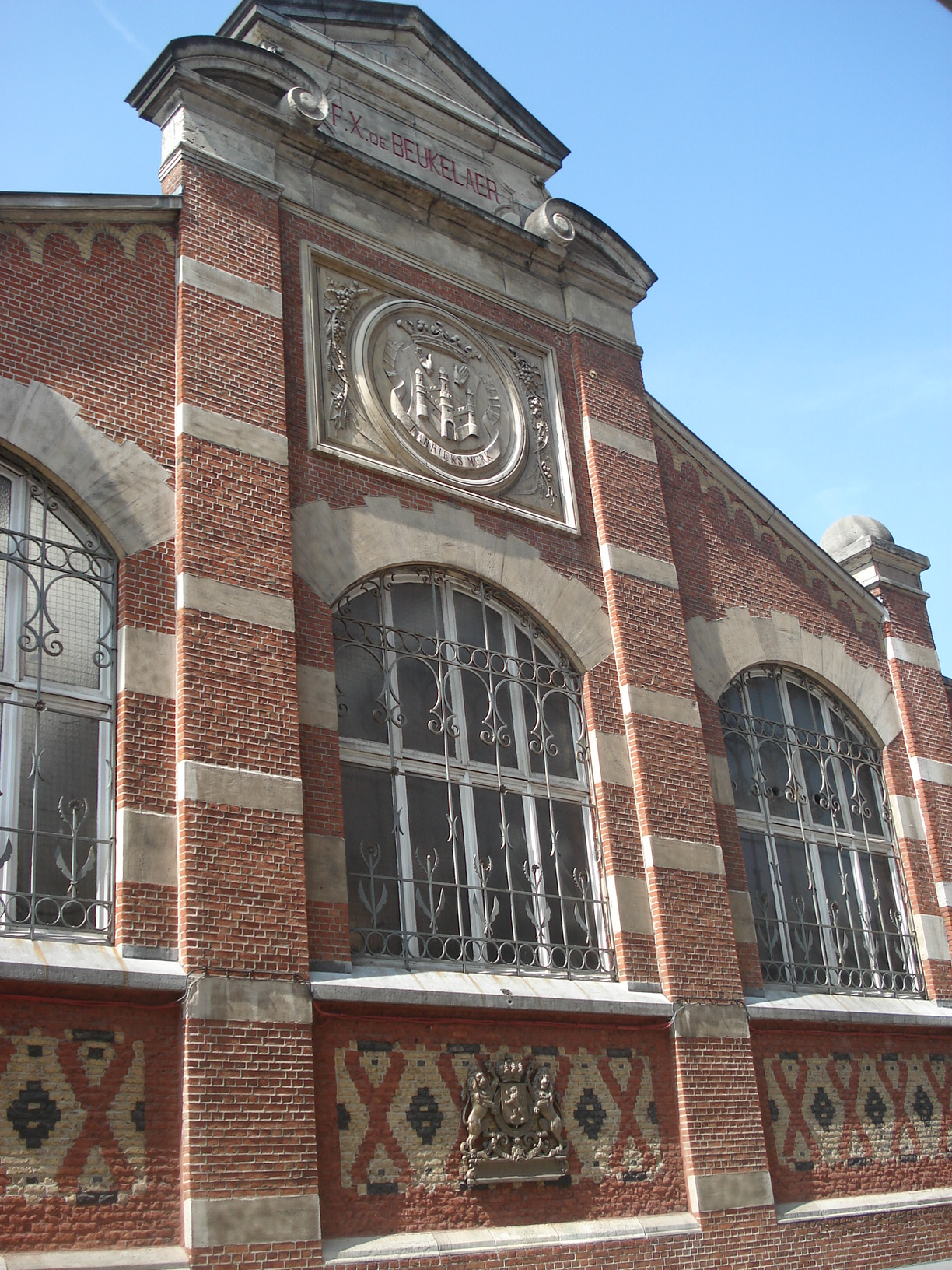
Gebouw van stokerij De Beukelaer aan de Haantjeslei te Antwerpen.

Affiche 'Elixir d'Anvers' van De Beukelaer, Antwerpen, ca. 1910, collectie Jenevermuseum Hasselt

Elixir d'Anvers is een kruidenlikeur die sinds 1863 wordt bereid door de Antwerpse likeurstokerij van de familie De Beukelaer (de NV FX De Beukelaer).

## Geschiedenis
De oprichter, François-Xavier De Beukelaer, geboren te Ekeren op 18 april 1838, stelde het recept in 1863 op punt na jarenlang experimenteren. De likeur werd snel bekend voor zijn goede digestieve en weldoende eigenschappen. Hij werd o.a. ook tegen kolieken bij paarden gebruikt. De likeur wordt nog steeds volgens dit oorspronkelijk recept geproduceerd. De likeurstokerij was eerst gevestigd op de Paardenmarkt in Antwerpen. Sedert 1894 bevindt het bedrijf zich aan de Haantjeslei. FX De Beukelaer is een van de oudste distilleerderijen van België.

## Productie
32 verschillende planten- en kruidensoorten liggen aan de basis van deze likeur. Ze worden eerst gemacereerd en dan gedestilleerd. Het resultaat rijpt daarna in eikenhouten vaten. In het totaal duurt het productieproces ongeveer vijf maanden.

## Gebruik
Elixir d'Anvers kan men puur drinken of met ijs of in koffie, maar ook in allerlei cocktails verwerken. Ook kan de likeur in de gastronomie gebruikt worden.
Sinds 1982 is er een variant van de Antwerpse handjes met een vulling van marsepein en Elixir d'Anvers.

## Trivia
- Emile De Beukelaer, zoon van de stichter van Elixir d'Anvers, was een succesvolle Belgische wielrenner in de jaren 1880 en latere voorzitter van de UCI.
- "Elixir d'Anvers" is ook de titel van een Vlaamse film van Robbe De Hert uit 1996/7.
- Elixir d'Anvers was ook het vaste drankje van het Thuis-personage Florke "Ons Moe" Bomans, vertolkt door Ann Petersen.
- Ook in de Vlaamse komische reeks Lili & Marleen wordt vaak Elixir d'Anvers gedronken.